# Marco Reimers
Marco Reimers (* 1990 in Husum) ist ein deutscher Schauspieler.

## Leben
Marco Reimers wuchs in Tating auf, wo seine Eltern einen Bauernhof bewirtschaften, und absolvierte zunächst eine Ausbildung zum Tischler und anschließend zum Zimmermann. Nach Abschluss seiner Ausbildung arbeitete er in seinem erlernten Beruf und ging nach einiger Berufspraxis für ein Jahr nach Australien.
Erste Theatererfahrungen machte er beim Tatinger Krippenspiel und mit kleineren Sketch-Programmen in der Realschule von St. Peter-Ording. Ab seinem 16. Lebensjahr war er Mitglied bei der „Speeldeel St. Peter-Ording“. Mit Geschwistern und Cousins gründete er seine eigene Theatergruppe „Die Deichlämmer“, mit der er auf Familien- und Vereinsfesten auftrat.
Seine Schauspielausbildung erhielt er von 2013 bis 2016 an der Schule für Schauspiel Hamburg. 2015 wurde er vom Fördervereine der Schule für Schauspiel Hamburg mit einem Stipendium für besondere Kreativität ausgezeichnet.
Sein erstes professionelles Theaterengagement bekam Reimers in der Spielzeit 2016/17 in einer Bühnenfassung der Feuerzangenbowle am Altonaer Theater. Im Frühjahr 2017 spielte er neben Nina Petri, Michael Lott, Ulrich Bähnk und Jonas Anders an den Hamburger Kammerspielen die Rolle des Jannik in dem Theaterstück Ich habe Bryan Adams geschreddert von Oliver Bukowski.
Seit 2017 gehört er zum Ensemble des Hamburger Ohnsorg-Theaters, wo er in plattdeutschen Bühnenfassungen u. a. den Romeo und den Harold in Harold und Maude spielte. Am Ohnsorg-Theater stand er mittlerweile in über 500 Vorstellungen auf der Bühne.
Im Sommer 2019 spielte er die Titelrolle in einer Pole Poppenspäler-Produktion beim Freilichttheater „Kulturkate“ in Pritzier in Mecklenburg-Vorpommern. In der Spielzeit 2019/20 verkörperte er den „Zwangsneurotiker“ Alexander in der Theaterfassung von Vincent will Meer in einer Produktion der Hamburger Kammerspiele, mit der er auch auf Deutschland-Tournee ging.
Reimers ist auch in Film- und Fernsehrollen zu sehen. In der Produktion Deich TV des Norddeutschen Rundfunks hatte er als Schlachter Petersen seine erste Serienrolle. Im SWR-Tatort: Das Verhör (2022) spielte er in einer Nebenrolle den Hauptfeldwebel Böwe. In der 5. Staffel der ARD-Serie Die Kanzlei (2022) übernahm er eine Episodenrolle als Rechtsanwalt Hagen Polger.
Marco Reimers ist verheiratet und Vater einer Tochter. Er lebt in Hamburg.

## Filmografie (Auswahl)
- 2017: Deich TV (Fernsehserie, Seriennebenrolle)
- 2021: Großstadtrevier: Quizfieber (Fernsehserie, eine Folge)
- 2022: Tatort: Das Verhör (Fernsehreihe)
- 2022: Die Kanzlei: Der Wert des Lebens (Fernsehserie, eine Folge)
- 2023: Hotel Mondial: Achterbahn der Gefühle (Fernsehserie, eine Folge)